# جاي كوهن
جاي كوهن (بالإنجليزية: Jay Cohen)‏ هو شخصية أعمال أمريكي، ولد في 1968 في كاليفورنيا في الولايات المتحدة.